# Pepsis grossa
Pepsis grossa (Syn.: Pepsis formosa), zum Teil auch im Deutschen als Tarantulafalke bezeichnet, ist eine Wespenart aus der Familie der Wegwespen (Pompilidae), die Vogelspinnen jagt. Die Art ist das offizielle Staatsinsekt von New Mexico. Der Stich dieser Wespenart wird auf dem Schmidt Sting Pain Index mit der Note 4,0 bewertet.

## Merkmale
Die Wespen erreichen eine Körperlänge von 24 bis 40 Millimetern (Männchen) bzw. 20 bis 51 Millimetern (Weibchen). Ihr Körper ist an den Beinen schwarz gefärbt und hat einen überwiegend bläulichgrünen Schimmer. Häufig ist der Körper auch violettfarben oder kupfern getönt. Die zwölfgliedrigen Fühler sind schwarz, die Spitze des letzten Segments ist in der Regel orange. Die Flügel sind normalerweise schwarz gefärbt und haben einen starken blau-violetten Schimmer. Abhängig vom Verbreitungsgebiet sind die Flügel auch bernsteinfarben oder orange gefärbt, häufig mit dunklem Rand. Die Flügelbasis ist dann immer mehr oder weniger in Rottönen, die Flügelspitze insbesondere bei den Männchen hell gefärbt. Individuen mit hell gefärbten Flügeln treten insbesondere in den Vereinigten Staaten, dem Norden von Mexiko und in der Karibik auf, im Süden Kaliforniens, in Niederkalifornien und dem östlichen Teil vom Norden Mexikos sowie weiter südlich treten Individuen mit schwarz gefärbten Flügeln auf. Eine Ausnahme bildet eine Population im Nordwesten Perus, deren Flügelpaare basal orange-rötlich gefärbt sind. Die Vorderflügel weisen zur Mitte hin einen dunklen Bereich auf und haben schließlich zur blass gefärbten Spitze hin wieder eine orange-rötliche Farbe. Die Hinterflügel sind ansonsten blass bernsteinfarben, ihre Flügelspitze ist blass und manchmal mit einer schmalen, schwach orange-rötlichen Binde versehen.

## Vorkommen
Die Art ist vor allem in Mittelamerika beheimatet und kommt vom Süden der Vereinigten Staaten und der Karibik bis nach Nord- und Zentralperu und nach Guyana und Französisch-Guyana vor. In Mexiko findet man sie bis in Höhen von etwa 2000 Metern.

## Lebensweise
Die Imagines ernähren sich von Nektar und Früchten. Die Larven entwickeln sich parasitoid an Vogelspinnen. Das Weibchen lähmt eine Spinne mit ihrem Stich und zerrt sie rückwärts entweder in deren Wohnhöhle oder in eine neue, vom Weibchen selbst gegrabene Höhle. Sie legt ein einzelnes Ei auf dem Hinterleib des Wirtes ab und verschließt das Eingangsloch nach der Eiablage. Die Wespenlarve ernährt sich in der folgenden Zeit von der Spinne, die Verpuppung findet in der Höhle statt.

## Trivia
Filmmaterial über den Kampf zwischen Pepsis grossa und einer Vogelspinne gibt es unter anderen in der Disney-Produktion Die Wüste lebt (1953) und in der Wolper-Produktion Die Paarungen der Tiere (1974) zu sehen.

## Belege